# Privala
 Ovo je glavno značenje pojma Privala. Za druga značenja pogledajte Privala (razdvojba).
Privala je krajnji zapadni izdanak sjevernog poluotoka koji, zajedno s južnim poluotokom, zatvara zaljev Vela Luka. U vlasništvu je MORH-a i kao takva unesena je u Prostorni plan Vele Luke kao zona posebne namjene. S Velom Lukom je povezana županijskom cestom duljine 6,2 km.
U Prostornom planu spominje se, između ostalog i kao područje, potencijalnih arheoloških lokaliteta iz pretpovijesnog i antičkog razdoblja (stupanj zaštite E).
Sjeverni poluotok od Proizda do Vele Luke Prostornim planom županije je određen kao prostor kulturnog krajobraza (Kultivirani ruralni/agrarni krajolik Korčule - područje sjevernih i južnih obala Korčule - na prostoru Vele Luke) i dijeli se na kontinuirani slijed suhozidnih terasa i polja.